# Distrito electoral local 10 de la Ciudad de México
El X Distrito Electoral Local de Ciudad de México es uno de los 33 distritos electorales locales en los que se encuentra dividido el territorio de Ciudad de México. Su cabecera es la alcaldía Venustiano Carranza.

## Ubicación
Abarca el sector poniente de Venustiano Carranza. Limita al norte con el distrito VI de Gustavo A. Madero, al sur con el distrito XV de Iztacalco, al este con el distrito XI de Venustiano Carranza y al oeste con el distrito IX y distrito XII en Cuauhtémoc.

## Congreso de la Ciudad de México (desde 2018)
| Diputado                | Grupo parlamentario | Legislatura | Periodo     |
| ----------------------- | ------------------- | ----------- | ----------- |
| Guadalupe Morales Rubio |                     | I II        | 2018 - 2024 |
| Israel Moreno Rivera    | III                 | 2024 -      |             |

## Resultados electorales

### 2021
|  | 44.0752 % |

|  | 39.5224 % |

|  | 3.3402 % |

|  | 1.2454 % |

|  | 2.1692 % |

|  | 0.7879 % |

|  | 0.9130 % |

|  | 2.0841 % |

|  | 0.1480 % |

|  | 2.8718 % |

|  | 100.00 % |